# Vapors of Morphine
Vapors of Morphine (с англ. — «Испарения морфия» ) — американская рок-группа, основанная в 2009 году бывшими участниками Morphine: Даной Колли, Джеромом Дюпри и блюзовым гитаристом Джереми Лайонсом.

## История
Официально группа была сформирована в 2009 году, когда Дану Колли попросили выступить на фестивале Nel Nome Del Rock Festival в Палестрине (Италия). За десять лет до этого фронтмен группы Morphine, Марк Сэндман, скоропостижно скончался от сердечного приступа во время выступления на этой площадке.
Колли пригласил Джереми Лайонса в качестве бас-гитариста и бэк-вокалиста. Также к группе присоединился барабанщик Джером Дюпри. Лайонс попросил своего друга сделать ему двухструнную бас-слайд-гитару и начал разучивать репертуар Morphine. Это давалось Лайонсу непросто, так как ему пришлось осваивать новый инструмент и, кроме того, петь ниже его вокального диапазона.
В начале своего пути группа не могла выбрать название. У них было несколько вариантов: «Members of Morphine & Jeremy Lyons», «Elastic Waste Band» и «The Ever Expanding Elastic Waste Band». В 2014 году кто-то, забывший название группы, спросил Лайонса, играет ли он в группе Vapors of Morphine. Это оговорка и повлияла на нынешнее название группы.
Vapors of Morphine гастролировали по США, Южной Америке и Европе. Из самых громких выступлений можно отметить Mês Da Cultura Independente (Сан Паулу, Бразилия, 2014), The New Orleans Jazz & Heritage Festival (США, 2012), Virada Cultural Festival в Сан-Паулу, Бразилии (2012), New Orleans’ Voodoo Experience (США, 2011) и Maquinaria Festival в Сантьяго, Чили (2011).
Барабанщик группы Morphine, Билли Конвэй, часто играет в Vapors of Morphine. В 2012 году студийный барабанщик Джефф Элисон заменял Дюпри, когда тот страдал от тендинита. После этого Джефф стал считаться запасным членом группы.

## Дискография
- The Ever Expanding Elastic Waste Band (под именем Members of Morphine and Jeremy Lyons)
- A New Low (2016)